# Wille and the Bandits

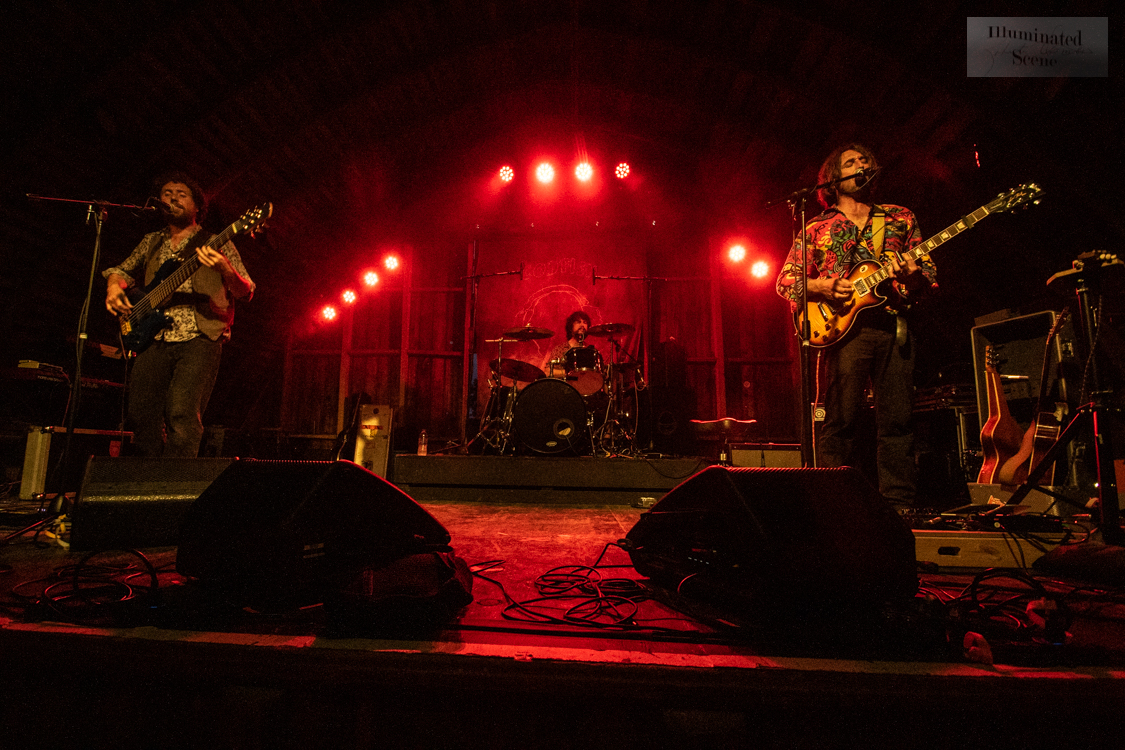
Wille and the Bandits (2019)

Wille and the Bandits ist eine britische Band, deren musikalisches Spektrum von Blues über Rock bis hin zu Folk reicht.

## Geschichte
Die 2007 gegründete Gruppe aus Plymouth wird mit Bands und Musikern wie John Butler, Ben Harper, Dave Matthews und Pearl Jam verglichen. Sowohl die britische Presse als auch Musikerkollegen loben Wille and the Bandits als eine der besten Live-Bands Großbritanniens.
Sie spielten auf bedeutenden Festivals wie dem Glastonbury Festival, dem Fusion Festival, dem Isle of Wight Festival sowie bei den Olympischen Spielen 2012 in London und traten mit Deep Purple, Status Quo, Joe Bonamassa, dem John Butler Trio, Warren Haynes u. v. a. auf. 2015 waren sie beim Rockpalast Crossroads Festival vertreten.
Das Trio Wille and the Bandits bestand aus Wille Edwards (Gesang, Gitarre), Matthew Brooks (Bass) sowie Andrew Naumann (Schlagzeug).

## Diskografie

### Studioalben
- 2007: Samsara (Mini-Album)
- 2010: New Breed
- 2012: Breakfree
- 2013: Grow
- 2017: Steal
- 2019: Paths
- 2021: When the World Stood Still

### Livealben
- 2013: Live in Gouvy
- 2018: Living Free
- 2023: The Kernow Sessions